# ناحیه استنلی فالز
ناحیه استنلی فالز (به لاتین: Stanley Falls District) یک منطقهٔ مسکونی در ایالت آزاد کنگو و کنگوی بلژیک بود که در استان اورینتال واقع شده‌است.